# Calymmodon gibbsiae
Calymmodon gibbsiae är en stensöteväxtart som beskrevs av Barbara S. Parris. Calymmodon gibbsiae ingår i släktet Calymmodon och familjen Polypodiaceae. Inga underarter finns listade.